# Progressive Fighting System
Progressive Fighting Systems es una organización y un sistema de combate ideado por Paul Vunak, quien fuera alumno de Dan Inosanto, principal alumno de Bruce Lee. Dentro de las técnicas incluidas en este sistema de combate están los mordiscos y los cabezazos, incluso en el suelo.
El PFS es considerado un sistema muy eficaz en combates callejeros, dando importancia a los golpes con cabeza, rodillazos, codazos, al trapping y a técnicas como el Straight Blast. Estas técnicas forman la base de eso que es el RAT program, el sistema de combate enseñado a las fuerzas especiales americanas, como los Navy Seal desarrollado por Vunak a petición de dichas unidades. 
Vunak ha siempre afirmado que el JKD no enseña técnicas superiores, sino desarrolla un combate eficaz y artibutos superiores. No hay técnicas superiores en las artes marciales, sino métodos de entrenamiento superiores. El objetivo es fluir de una técnica a otra y de un arte a otro, hasta que la escala o la situación no cambia, exigiendo otra técnica, o tal vez de una otra arte marcial. Una característica peculiar del PFS es también el empleo de protecciones pesadas por lo que los entrenamientos vienen definidos crash test con pruebas de agresiones a pleno contacto.
Sus Senior Instructores son:
Pedro L. Rodríguez
Martial Zapata
Chris Moran 
Lawrence Garcia
Jose Perich